# Phoma andigena var. andina
Variété
Phoma andigena var. andina est une variété de l'espèce de champignons ascomycètes phytopathogènes Phoma andigena. Cette variété parasite diverses espèces de plantes de la famille des Solanaceae dans la région andine.
C'est l'agent causal de la maladie des taches foliaires à Phoma chez la pomme de terre sur l'altiplano du Pérou et de Bolivie.